# Sendets (Gironde)

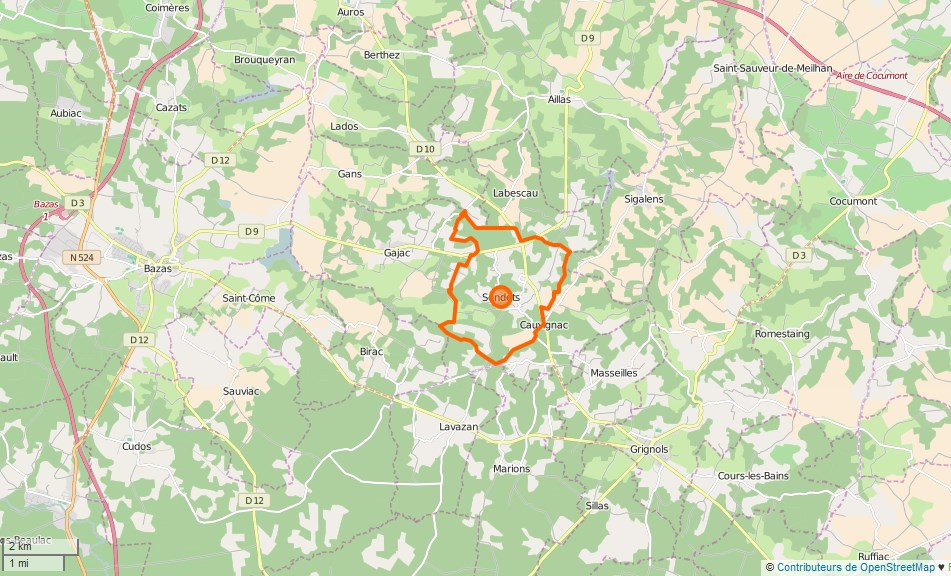
Gemeindegrenzen von Sendets (Gironde)

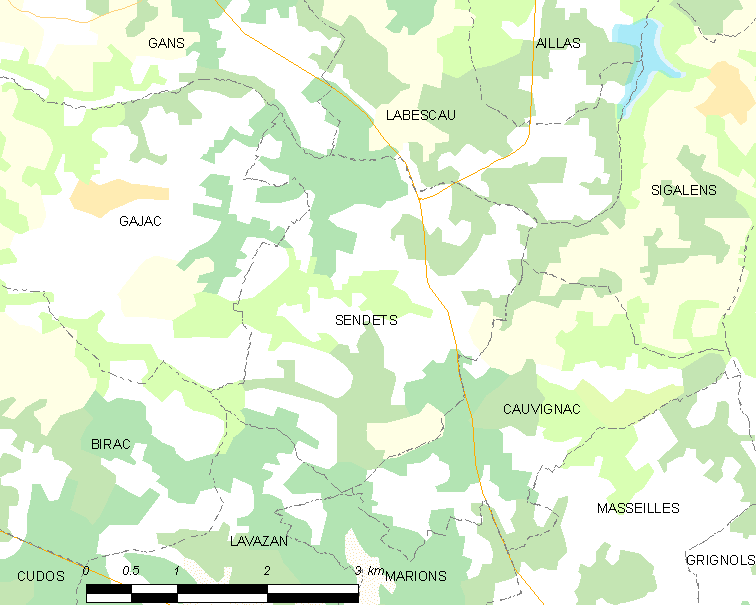
Umgebungskarte

Sendets (Sendèts auf Gascognisch) ist eine französische Stadt mit 347 Einwohnern (Stand: 1. Januar 2022) im Département Gironde in der Region Nouvelle-Aquitaine (vor 2016: Aquitanien). Die Gemeinde gehört zum Arrondissement Langon und zum Kanton Le Sud-Gironde. Die Einwohner werden Sendessois genannt.

## Geografie
Sendets liegt 70 Kilometer südöstlich von Bordeaux und etwa 25 Kilometer südöstlich von Langon. Umgeben wird Sendets von den Nachbargemeinden Labescau im Norden und Nordosten, Sigalens im Nordosten, Cauvignac im Osten und Südosten, Lavazan im Süden und Südwesten, Birac im Südwesten, Gajac im Westen sowie Gans im Nordwesten.

## Bevölkerungsentwicklung
| Jahr                       | 1962 | 1968 | 1975 | 1982 | 1990 | 1999 | 2006 | 2017 |
| Einwohner                  | 332  | 328  | 288  | 232  | 234  | 255  | 292  | 334  |
| Quellen: Cassini und INSEE |      |      |      |      |      |      |      |      |

## Sehenswürdigkeiten
- Kirche Saint-Jean-Baptiste aus dem 19. Jahrhundert

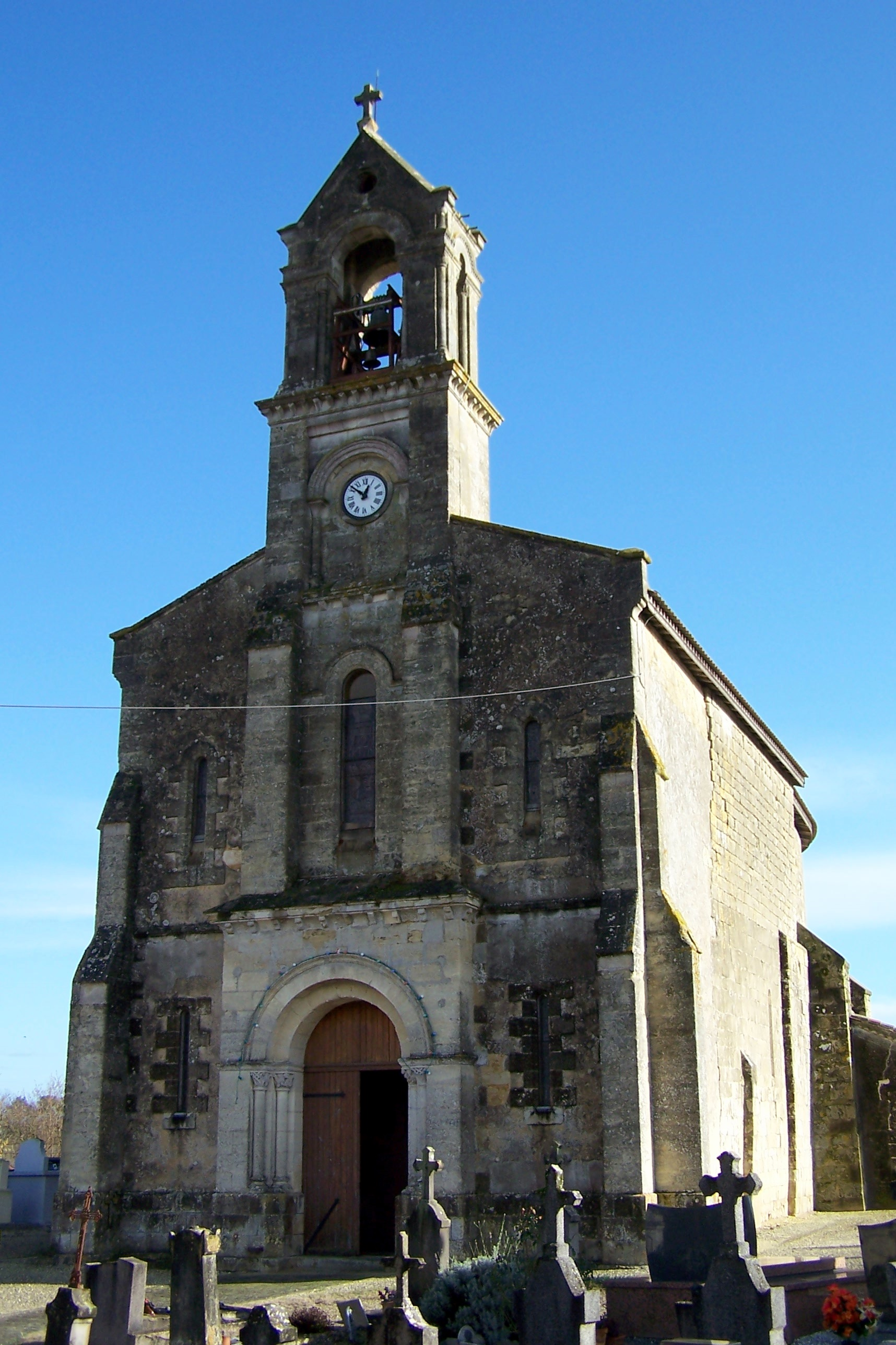
Kirche Saint-Jean-Baptiste